# Thomas Chandler Haliburton

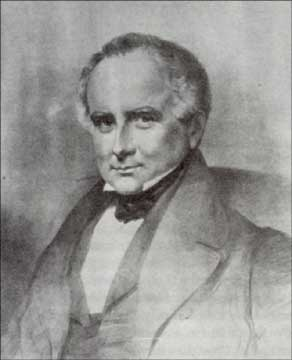
Thomas Chandler Haliburton

Thomas Chandler Haliburton (* 17. Dezember 1796 in Windsor, Nova Scotia; † 27. August 1865 in Isleworth, Middlesex) war ein kanadischer Schriftsteller.

## Leben
Die Eltern Haliburtons gehörten der reichen Klasse Neuschottlands an. Nach einem erfolgreichen Jurastudium an der University of King's College schlug er eine Laufbahn als Anwalt in Annapolis Royal ein. Diese erreichte mit der Berufung zum Richter am obersten Provinzgericht ihren Höhepunkt. Im Alter von 69 Jahren starb Thomas Chandler Haliburton am 27. August 1865 in Isleworth, Middlesex.
Haliburton war zwar ein bemerkenswerter Geschäftsmann und Richter, aber Berühmtheit erlangte er durch das Schreiben. Er schrieb diverse Bücher über Geschichte, Politik und Verbesserungen in der Landwirtschaft. Weltweite Anerkennung erreichte er durch sein Buch The Clockmaker mit der Hauptfigur Sam Slick. Seine Geschichten waren im Stil von Mark Twain geschrieben, welche großen Anklang im britischen Imperium fanden.
Sein Geburtshaus, das Haliburton House, kann in Windsor, Kanada besichtigt werden.
Die kanadische Regierung, vertreten durch den für das Historic Sites and Monuments Board of Canada zuständigen Minister, ehrte Haliburton am 28. Mai 1936 für sein Werk und erklärte ihn zu einer „Person von nationaler historischer Bedeutung“.

## Werke
Haliburtons literarisches Schaffen besteht hauptsächlich in Zeit- und Charakterbildern, welche sich immer durch ihren Humor auszeichnen.
- The attaché. 1843
- The Clockmaker, or, The Sayings and Doings of Samuel Slick, of Slickvill. 1836–1840
  - Auszug, Übers. Armin Arnold: Jim Munroes Werbung, in Kanadische Erzähler der Gegenwart. Hgg. Arnold, Walter E. Riedel. Manesse, Zürich 1967, 1986, S. 39–48.
- Nature and human nature. 1855
- The old judge. 1849
- Wise saws and modern instances. 1853